# Heteroscelis lepida
Heteroscelis lepida är en insektsart som först beskrevs av Carl Stål 1862.  Heteroscelis lepida ingår i släktet Heteroscelis och familjen bärfisar. Inga underarter finns listade i Catalogue of Life.